# 埃尔温·吉尔迈斯特
埃尔温·吉尔迈斯特（德語：Erwin Gillmeister，1907年7月11日—1993年11月26日），德国男子田径运动员。他曾代表德国参加1936年夏季奥林匹克运动会田径比赛，获得男子4×100米接力铜牌。